# Бурцев, Анатолий Алексеевич
Анатолий Алексеевич Бурцев (14 октября 1944, Якутск, Якутская АССР — 22 июля 2025) — российский литературовед, основные научные труды — в области зарубежной и якутской литературы. Проректор по гуманитарному направлению в Северо-Восточном федеральном университете. Почётный гражданин Баягантайского наслега и Томпонского района Республики Саха (Якутия).

## Биография
Родился в Якутске 14 октября 1944 года. В 1967 году окончил отделение русского языка и литературы Якутского госуниверситета.
В 1975 году окончил аспирантуру Московского госуниверситета им. М. В. Ломоносова по специальности «Литература стран Западной Европы, Америки и Австралии».
В том же году защитил кандидатскую диссертацию на тему «Проблема ориентализма и развитие английского рассказа в конце 19 века».
В 1990 году там же — докторскую диссертацию на тему «Английский рассказ конца 19 — начала 20 вв.: Проблемы типологии и поэтики».
В 1991 г. присвоено ученое звание профессора по кафедре русской и зарубежной литературы.
С 1987 года по 2012 год руководил кафедрой русской и зарубежной литературы СВФУ.
Скончался 22 июля 2025 года.

## Деятельность

### Наука и образование
С 1987 года заведовал кафедрой русской и зарубежной литературы, в 1978—1983 гг. — заместитель декана историко-филологического факультета по учебной работе, в 1987—1988 гг. — декан историко-филологического факультета, в 1988—1992 гг. — декан филологического факультета. В 2002 году повторно был избран деканом филологического факультета. С 2009 года является проректором по гуманитарному направлению Северо-Восточного федерального университета.
В 1993 году А. А. Бурцев избран действительным членом Академии наук РС (Я). Является членом Объединенного ученого Совета по гуманитарным наукам, Уставной комиссии АН РС (Я).
А. А. Бурцев осуществляет руководство аспирантами по двум специальностям: 10.01.02 — Литература народов России; 10.01.05 — Литература народов зарубежья. Ведет значительную научно-организационную деятельность в качестве заместителя председателя диссертационного Совета по защите кандидатских диссертации по специальности «Литература народов России», члена диссертационного Совета по защите докторских диссертаций по специальности «Философия».
Участвовал в научных конференциях и симпозиумах в Оксфорде, Лондоне, Эдинбурге, Москве, Санкт-Петербурге, Киеве, Харькове, Ташкенте, Бишкеке. Его работы получили известность в США, Японии и некоторых других странах.
В работах по английской литературе осуществлено комплексное исследование генезиса, типологии и поэтики английского короткого рассказа, рассмотренного в сложной диалектической связи общих тенденций развития жанра и его особенности в творчестве ряда писателей: Стивенсона, Киплинга, Конрада, Гарди, Голсуорси, Уэллса, Джойса. Английский рассказ в его контактах с русским и французским был введен в контекст мирового литературного процесса.

### Научные интересы
Начиная с 2000-х годов, обращается к широкой и сложной проблеме межлитературных связей. Разработал новую, деидеологизированную концепцию якутской литературы, опубликовал цикл статей и несколько книг по проблематике международных связей якутской литературы. Исходной концепцией становится идея целостности мировой литературы. Якутские олонхо сопоставлены с эпическими памятниками народов мира. Вершинные явления якутской литературы рассмотрены, начиная с наследия её зачинателей-классиков и кончая творчеством современных писателей. В поле зрения автора — национальное своеобразие и общечеловеческий пафос творений крупнейших представителей якутской литературы. Произведения якутских писателей анализируются на фоне русской и зарубежной литературы и вписываются в современность.
В фонды библиотек Кембриджского университета и Университета Раскин были переданы его работы посвященные якутской и английской литературе.

## Цитаты
Платон Ойунский был уникальной личностью, чье наследие невозможно свести к сумме политических и социальных идей. Писатель искренне верил, что служил идеалам социальной справедливости. — Анатолий Бурцев о Платоне Ойунском.
Нельзя допустить, чтобы с нашими северными народами получилось так же, как с индейцами в США. Ведь созданные там сегодня резервации — это не что иное, как институт потребительского общества. И вся эта американская «забота», по большому счету, мнимая и абсолютно неэффективная. — О коренных народах Севера.

## Труды
Автор более 200 работ по английской, американской, японской, русской, якутской литературе, в том числе монографий и цикла учебных пособий.
Некоторые труды:
- Проблема неоромантизма и развитие жанра рассказа в английской литературе конца XIX — начала XX в. Деп. в ИНИОН АН СССР, 1987. № 32215. — 90с.
- Английский рассказ конца XIX — начала XX в.: Проблемы типологии и поэтики. — Иркутск: Изд-во ИГУ, 1991. — 366с.[3]
- На крылатом коне: якутская поэзия от А.Кулаковского до С.Тарасова. — Якутск: Сахаполиграфиздат, 1995. — 224с. В соавторстве П. В. Максимовой.
- Поэт страны незаходящего солнца: Человек и мир в творчестве М. Ефимова. — Якутск: Сахаполиграфиздат, 1997. — 40с.
- Наследие А. Кулаковского в контексте мировой литературы: Препринт. — Якутск: Изд-во ИГИ ЯНЦ, 2002. — 31с.
- Диалоги в едином пространстве мировой литературы: Международные связи якутской литературы. — Якутск: Изд-во ЯГУ, 2004. — 180с. В соавторстве с А. М. Скрябиной.
- Введение в историю якутской литературы. — Якутск: Сахаполиграфиздат, 2004. — 212с.
- Якутская литература в портретах и лицах (на английском языке). — Якутск: Сахаполиграфиздат, 2004. — 92с. В соавторстве М. А. Бурцевой.
- Yakut Literature in Portraits and Persons. — Yakutsk, 2004 — 92р. В соавторстве с М. А. Бурцевой.
- Якутская классическая литература и современность. — Якутск: Бичик, 2007. — 160 с.
- Там, где пасется Пегас… (Современная якутская поэзия). — Якутск: Бичик, 2009. — 216 с. В соавторстве с М. А. Бурцевой.[11]
- Якутские олонхо в контексте мифологии и эпической поэзии народов Евразии. — Якутск: Сфера, 2012. — 75 с. В соавторстве с А. И. Гоголевым.
- История Егянского наслега (Үөгэн ууһа уонна нэһилиэгэ). — Дьокуускай, 2012. — 348 с. В соавторстве с Н. С. Николаевым, В. Г. Кутяркиным.
- Классики и современники. Вершинные явления и избранные лики якутской литературы. — Якутск: Сфера, 2013. — 448с.
- Шекспир и Ойунский. Связь времен и диалог культур. — Якутск: Издательский дом СВФУ, 2013. — 264с.
- «Великая традиция» якутской литературы. Творчество Народных писателей. — Якутск: Издательский дом СВФУ, 2015. — 392 с.

## Награды
- «Отличник высшей школы СССР» (1990)[12]
- «Заслуженный деятель науки РС (Я)» (2002)[12]
- «Гражданская доблесть» (2004)
- «Почетный работник высшего профессионального образования Российской Федерации» (2004)[12]
- «Орден Дружбы» (2006)
- лауреат Государственной премии РС (Я) по науке и технике (2010).[13]